# Christoph von Sigwart

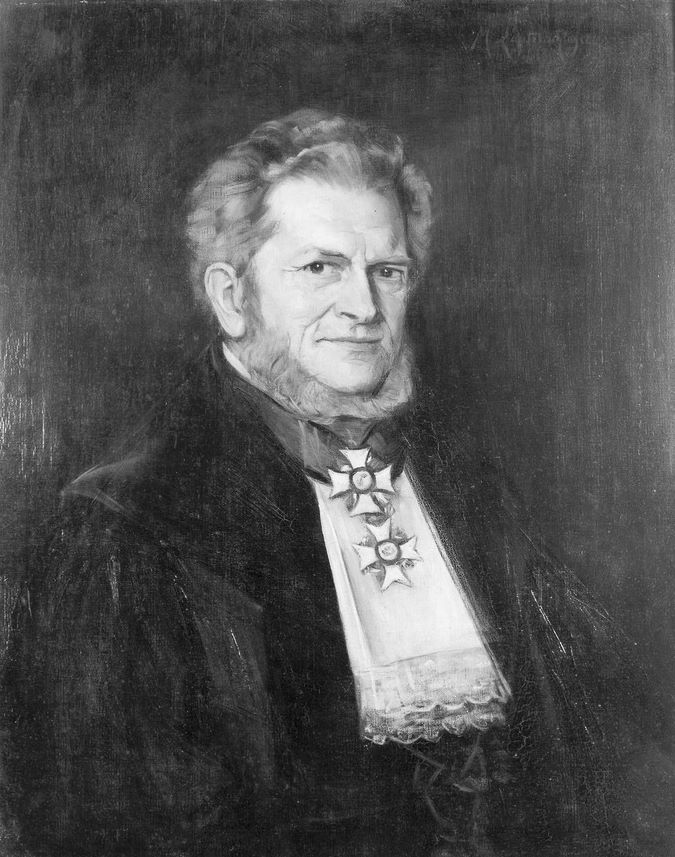
Christoph Sigwart in der Tübinger Professorengalerie, Gemälde von Marie Lautenschlager

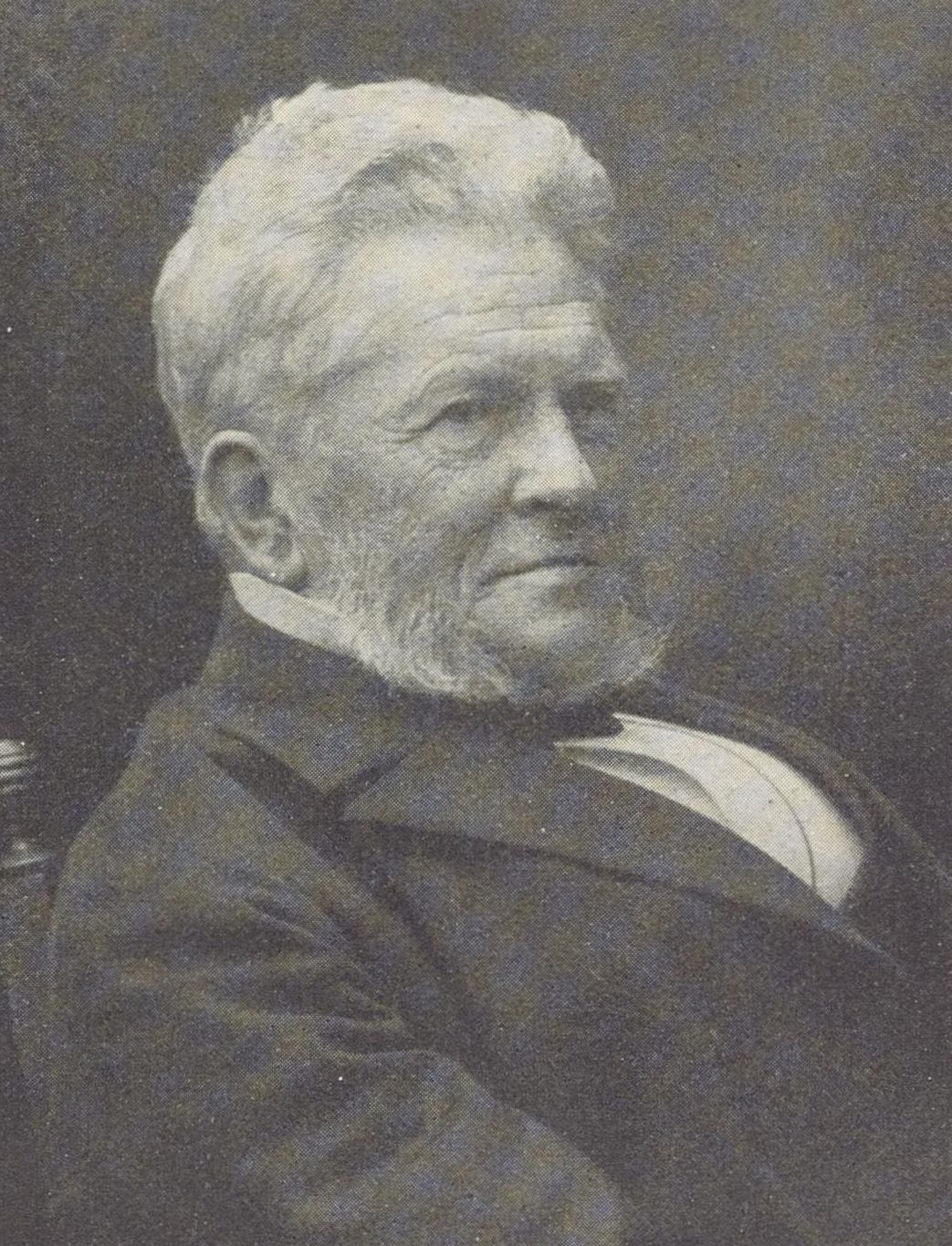
Christoph von Sigwart

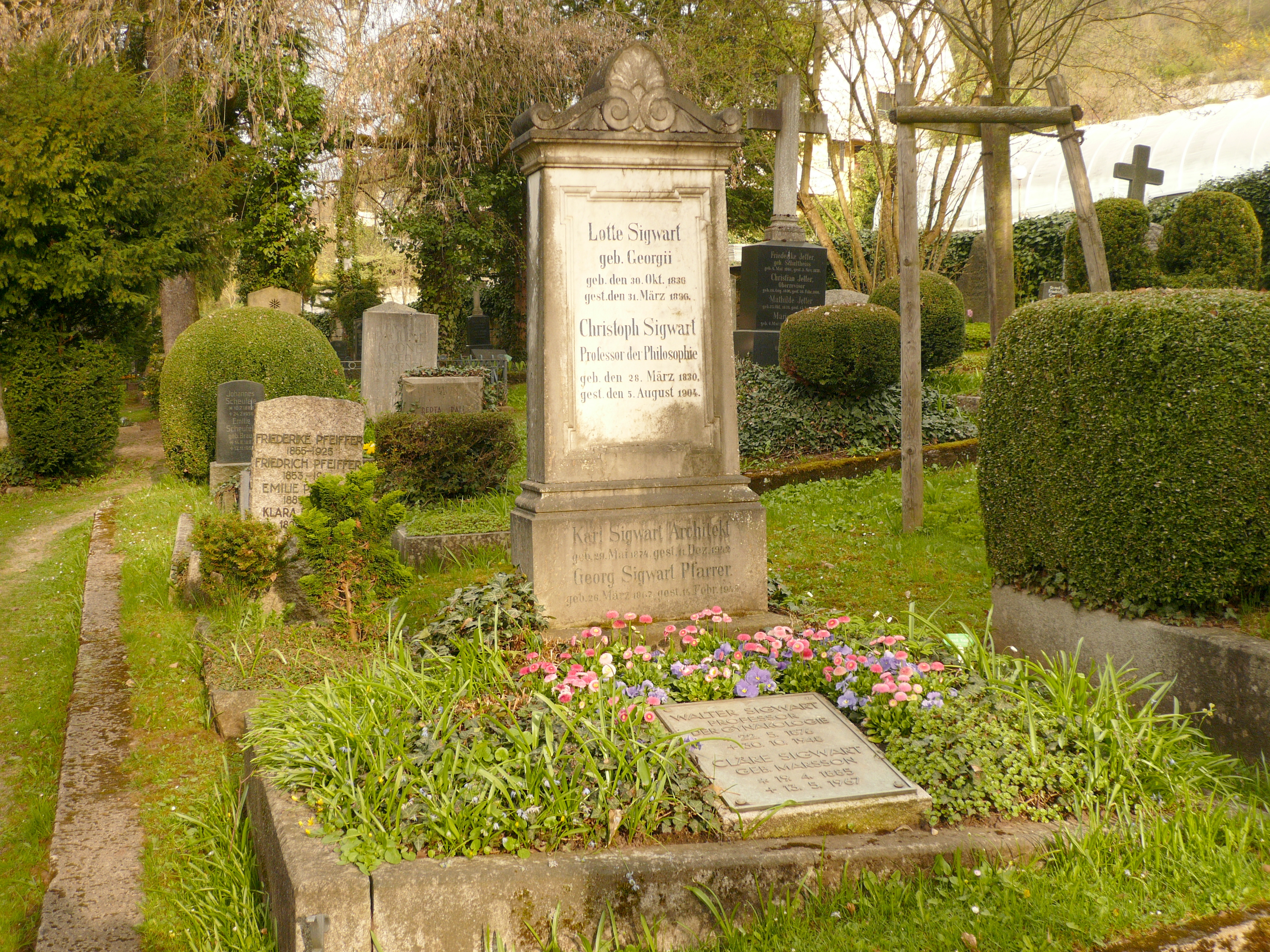
Das Grab Christoph Sigwarts auf dem Tübinger Stadtfriedhof

Christoph Eberhard Philipp Sigwart, ab 1875 von Sigwart, (* 28. März 1830 in Tübingen; † 4. August 1904 ebenda) war ein deutscher Philosoph. Er war Sohn von Heinrich Christoph Wilhelm von Sigwart.

## Leben
Christoph Sigwart studierte Theologie und Philosophie und promovierte zum Dr. theol. et phil. Als Student wurde er Mitglied der Tübinger Königsgesellschaft Roigel. Von 1852 bis 1855 wirkte er als Lehrer in Halle. Im Jahre 1855 wurde er Repetent am Theologischen Seminar in Tübingen. Ab 1859 war er Professor am Theologischen Seminar in Blaubeuren. 1863 kehrte er nach Tübingen zurück, begann eine Lehrtätigkeit an der Eberhard-Karls-Universität und wurde Inspektor des evangelisch-theologischen Seminars. Von 1865 bis zu seiner Emeritierung 1903 war er Ordinarius der Philosophie. Er stand im Rang eines königlich-württembergischen Geheimen Staatsrats. Ab 1885 war er korrespondierendes Mitglied der Preußischen und ab 1901 der Bayerischen Akademie der Wissenschaften. Den Schwerpunkt seines philosophischen Werks legte er auf Fragen der Ethik und der Logik.
Der erste Band seines Hauptwerks Logik wurde 1873 veröffentlicht und gilt als bedeutender Beitrag zur Philosophie des späten 19. Jahrhunderts. Dem Werk gingen lange und sorgfältige Studien voraus. Dabei wurden deutsche und auch englische Logiker berücksichtigt. Im fünften Kapitel wird eine grundlegende Untersuchung der Induktionstheorie von Francis Bacon, John Stuart Mill und David Hume vorgestellt.
Die Kleinen Schriften setzen sich kritisch mit Paracelsus und Giordano Bruno auseinander.
1875 wurde Christoph von Sigwart das Ritterkreuz 1. Klasse des Ordens der Württembergischen Krone verliehen, mit dem der persönliche Adelstitel (Nobilitierung) verbunden war. 1897 erhielt er das Kommenturkreuz dieses Ordens. Bereits 1889 war er mit dem Kommenturkreuz Zweiter Klasse des Friedrichs-Ordens ausgezeichnet worden.

## Werke
- Ulrich Zwingli, der Charakter seiner Theologie, mit besonderer Rücksicht auf Picus von Mirandula dargestellt.  Stuttgart 1855.
- Spinozas Traktat von Gott, dem Menschen und der Glückseligkeit. Gotha 1866.
- Beiträge zur Lehre vom hypothetischen Urteile. 1871; wieder in: Kodikas/Code, 23, 2000, S. 181–248.
- Logik. 2 Bände, Tübingen 1873–1878, 1895 von Helen Dendy ins Englische übersetzt.
- Die Lebensgeschichte Giordano Brunos. Tübingen 1880.
- Kleine Schriften. 2 Bände. Freiburg 1881.
- Vorfragen der Ethik. Freiburg 1886.
- Die Impersonalien, eine logische Untersuchung. Freiburg 1888; Textarchiv – Internet Archive.
- Genealogie und Geschichte der Familie Sigwart. Tübingen 1895.
- Schleiermachers Erkenntnistheorie. Wissenschaftliche Buchgesellschaft, Darmstadt 1974 (= Reihe Libelli, Band 227).